# Liste des gouverneurs actuels des préfectures japonaises
 (août 2023).
Cette page dresse la liste des 47 gouverneurs actuels des préfectures du Japon actuellement en fonction.

## Gouverneurs
| Préfecture | Nom                 | Image | Parti(s)                                                                 | Dernière élection | Nombre d’élection(s) | Début du 1er mandat | Expiration du mandat |
| ---------- | ------------------- | ----- | ------------------------------------------------------------------------ | ----------------- | -------------------- | ------------------- | -------------------- |
| Aichi      | Hideaki Ōmura       |       | Genzei Nippon puis Aichi is top of Japan, PDC, PDP, Kōmeitō, PLD d'Aichi | 5 février 2023    | 3                    | 15 février 2011     | 14 février 2027      |
| Akita      | Kenta Suzuki        |       |                                                                          | 6 avril 2025      | 4                    | 20 avril 2025       | 19 avril 2029        |
| Aomori     | Sōichirō Miyashita  |       |                                                                          | 4 juin 2023       | 1                    | 29 juin 2023        | 28 juin 2027         |
| Chiba      | Toshihito Kumagai   |       | PDC, ARJ, PDP, PSD                                                       | 21 mars 2021      | 1                    | 5 avril 2021        | 4 avril 2025         |
| Ehime      | Tokihiro Nakamura   |       | PDP, PLD, Kōmeitō d'Ehime                                                | 20 novembre 2022  | 3                    | 1er décembre 2010   | 30 novembre 2026     |
| Fukui      | Tatsuji Sugimoto    |       | PLD, ARJ                                                                 | 9 avril 2023      | 1                    | 23 avril 2019       | 22 avril 2027        |
| Fukuoka    | Seitarō Hattori     |       | PLD, PDC, Kōmeitō, PSD                                                   | 23 mars 2025      | 1                    | 15 avril 2021       | 14 avril 2029        |
| Fukushima  | Masao Uchibori      |       | PLD, PDC, Kōmeitō, ARJ, PDP, PSD                                         | 28 octobre 2018   | 2                    | 12 novembre 2014    | 11 novembre 2022     |
| Gifu       | Hajime Furuta       |       | PLD national (partiellement)                                             | 24 janvier 2021   | 5                    | 6 février 2005      | 5 février 2025       |
| Gunma      | Ichita Yamamoto     |       | PLD, Kōmeitō                                                             | 21 juillet 2019   | 1                    | 28 juillet 2019     | 27 juillet 2023      |
| Hiroshima  | Hidehiko Yuzaki     |       | PDP, PLD-Hiroshima (pro-Fujita), Kōmeitō                                 | 12 novembre 2017  | 3                    | 29 novembre 2009    | 28 novembre 2021     |
| Hokkaidō   | Naomichi Suzuki     |       | PLD, Kōmeitō                                                             | 7 avril 2019      | 1                    | 23 avril 2019       | 22 avril 2023        |
| Hyōgo      | Motohiko Saitō      |       |                                                                          |                   |                      | 1er août 2021       | 31 juillet 2025      |
| Ibaraki    | Kazuhiko Ōigawa     |       | PLD, Kōmeitō                                                             | 25 septembre 2017 | 1                    | 25 septembre 2017   | 25 septembre 2021    |
| Ishikawa   | Hiroshi Hase        |       | PLD                                                                      | mars 2022         | 1                    | mars 2022           | mars 2026            |
| Iwate      | Takuya Tasso        |       | PDP, PDC, PCJ, PSD                                                       | 8 septembre 2019  | 4                    | 30 avril 2007       | 10 septembre 2023    |
| Kagawa     | Toyohito Ikeda      |       |                                                                          |                   | 1                    | 5 septembre 2022    | 4 septembre 2026     |
| Kagoshima  | Kōichi Shiota       |       |                                                                          | 12 juillet 2020   | 1                    | 28 juillet 2020     | 27 juillet 2024      |
| Kanagawa   | Yūji Kuroiwa        |       | PLD, PDP, Kōmeitō                                                        | 7 avril 2019      | 3                    | 23 avril 2011       | 22 avril 2023        |
| Kōchi      | Seiji Hamada        |       | PLD, Kōmeitō                                                             | 24 novembre 2019  | 1                    | 7 décembre 2019     | 6 décembre 2023      |
| Kumamoto   | Takashi Kimura      |       |                                                                          |                   | 1                    | 16 avril 2024       | 15 avril 2028        |
| Kyōto      | Takatoshi Nishiwaki |       | PLD, PDP, Kōmeitō, PDC, PDE                                              | 8 avril 2018      | 1                    | 16 avril 2018       | 15 avril 2022        |
| Mie        | Katsuyuki Ichimi    |       |                                                                          |                   | 1                    | 14 septembre 2021   | 13 septembre 2025    |
| Miyagi     | Yoshihiro Murai     |       | PLD, Kōmeitō                                                             | 22 octobre 2017   | 4                    | 21 novembre 2005    | 20 novembre 2021     |
| Miyazaki   | Shunji Kōno         |       | PDC, PLD, Kōmeitō, PDP, PSD, PDE                                         | 23 décembre 2018  | 3                    | 21 janvier 2011     | 20 janvier 2023      |
| Nagano     | Shuichi Abe         |       | PDC, PLD, Kōmeitō, PDP, PSD, Rengō                                       | 5 août 2018       | 3                    | 1er septembre 2010  | 31 août 2022         |
| Nagasaki   | Kengo Oishi         |       |                                                                          |                   | 1                    | 2 mars 2022         | 1er mars 2026        |
| Nara       | Makoto Yamashita    |       |                                                                          |                   | 1                    | 2 mai 2023          | 1er mai 2027         |
| Niigata    | Hideyo Hanazumi     |       | PLD, Kōmeitō                                                             | 10 juin 2018      | 1                    | 12 juin 2018        | 11 juin 2022         |
| Ōita       | Kiichiro Sato       |       |                                                                          |                   | 1                    | 28 avril 2023       | 27 avril 2027        |
| Okayama    | Ryūta Ibaragi       |       | PLD, Kōmeitō, PDC, ARJ, Rengō                                            | 25 octobre 2020   | 3                    | 12 novembre 2012    | 11 novembre 2024     |
| Okinawa    | Denny Tamaki        |       | PSD, PCJ, PVP, PSO, Rengō                                                | 4 octobre 2018    | 1                    | 4 octobre 2018      | 3 octobre 2022       |
| Ōsaka      | Hirofumi Yoshimura  |       | Ishin no kai                                                             | 7 avril 2019      | 1                    | 8 avril 2019        | 7 avril 2023         |
| Saga       | Yoshinori Yamaguchi |       | PLD, Kōmeitō                                                             | 16 décembre 2018  | 2                    | 14 janvier 2015     | 13 janvier 2023      |
| Saitama    | Motohiro Ōno        |       | PDP (ancien conseiller de ce parti), PDC, PSD, PCJ                       | 25 août 2019      | 1                    | 31 août 2019        | 30 août 2023         |
| Shiga      | Taizō Mikazuki      |       | Pro-Kada, PDC (ancien député du PDJ),                                    | 24 juin 2022      | 3                    | 20 juillet 2014     | 19 juillet 2026      |
| Shimane    | Tatsuya Maruyama    |       |                                                                          | 7 avril 2019      | 1                    | 30 avril 2019       | 29 avril 2023        |
| Shizuoka   | Yasutomo Suzuki     |       |                                                                          |                   | 1                    | 26 mai 2024         | 25 mai 2025          |
| Tochigi    | Tomikazu Fukuda     |       | PLD, Kōmeitō                                                             | 18 novembre 2012  | 3                    | 9 décembre 2004     | 8 décembre 2016      |
| Tokushima  | Masazumi Gotoda     |       |                                                                          |                   | 1                    | 18 mai 2023         | 17 mai 2027          |
| Tokyo      | Yuriko Koike        |       | PLD                                                                      | 31 juillet 2016   | 1                    | 2 août 2016         | 1er août 2020        |
| Tottori    | Shinji Hirai        |       | PLD, Kōmeitō                                                             | 10 avril 2011     | 3                    | 13 avril 2007       | 12 avril 2019        |
| Toyama     | Hachiro Nitta       |       |                                                                          |                   | 1                    | 9 novembre 2020     | 8 novembre 2024      |
| Wakayama   | Shuhei Kishimoto    |       |                                                                          |                   | 1                    | 17 décembre 2022    | 16 décembre 2026     |
| Yamagata   | Mieko Yoshimura     |       | Sans étiquette, mais soutenue par les PDJ, PSD, PCJ                      | 10 janvier 2013   | 2                    | 14 février 2009     | 13 février 2017      |
| Yamaguchi  | Tsugumasa Muraoka   |       | PLD, Kōmeitō                                                             | 23 février 2014   | 1                    | 25 février 2014     | 22 février 2018      |
| Yamanashi  | Kotaro Nagasaki     |       |                                                                          |                   | 2                    | 17 février 2019     | 16 février 2027      |